# キム・チェウォン
キム・チェウォン（朝: 김채원、中: 金采源、英: Kim Chaewon、2000年8月1日 - ）は、韓国出身のアイドル。韓国の女性アイドルグループ・LE SSERAFIMのメンバー。また、日韓合同女性アイドルグループ・IZ*ONEの元メンバー。SOURCE MUSIC所属。

## 略歴
2000年8月1日、ソウル特別市江南区で生誕。
幼いころから歌に興味があり、小学6年生の時に「ポイチョ合唱団」の一員として「2012 KBS創作童謡大会」へ参加した。
高校生になってから本格的にアイドルを夢見るようになり、複数のオーディションを受け、Woollimエンターテインメントに合格。練習生期間は約11ヶ月。
2018年4月11日～8月31日、Mnetのオーディション番組「PRODUCE 48」に出演。練習生が思うビジュアルセンターにて6位に選ばれ、最終順位10位でデビューメンバーに選抜。
2018年7月4日、事務所の先輩にあたるGolden Childの「LET ME」のミュージックビデオに出演。
IZ*ONEとしての活動
2018年10月29日、日韓合同グループIZ*ONEのメンバーとしてデビュー。
2019年2月、韓林演芸芸術高等学校芸能科を卒業。
2020年12月、IZ*ONEのミニアルバム「One-reeler / Act IV」で、「느린 여행 (Slow Journey)」の作詞・作曲を音楽プロデューサーグループ「イギヨンベ」と共同で手掛けた。
2021年4月29日、2年6ヶ月の活動期間が終了し、IZ*ONEとしての活動が終了した。
2022年
3月14日、HYBEよりIZ*ONEとして同じく活動していたメンバーである宮脇咲良と共にSOURCE MUSICと専属契約を締結したことが発表された。
5月2日、LE SSERAFIMのメンバーとして1stミニアルバム「FEARLESS」でデビュー。
2023年
10月16日、インフルエンザの治療後めまいの症状が続くことから活動を休止して休養することが発表された。
11月1日、活動休止から復帰した。

## ディスコグラフィー

### 参加楽曲
- 2018年5月10日 - NEKKOYA (PICK ME) - 「내꺼야 (PICK ME)」「NEKKOYA (PICK ME)」
- 2018年8月18日 - PRODUCE 48 - 30 Girls 6 Concepts - 「너에게 닿기를 (To reach you)」（기억 조작단 (Memory Fabricators) 名義）

チェウォンのサイン

- チェウォンのサイン2018年9月1日 - PRODUCE 48 - FINAL - 「好きになっちゃうだろう?」「꿈을 꾸는 동안 / 夢を見ている間 (Korean Version)」「夢を見ている間 (Japanese Version)」

## 作詞・作曲
- IZ*ONE
  - With*One - 共同作詞[12]。3rdミニアルバム「Oneiric Diary (幻想日記)」に収録。
  - 느린 여행 (Slow Journey) - 音楽プロデューサーグループ「イギヨンベ」と共同作詞・作曲[6]。4thミニアルバム「One-reeler / Act IV」に収録。
- LE SSERAFIM
  - Blue Flame - ホ・ユンジンと共同作詞[13]。1stミニアルバム「FEARLESS」に収録。

## 出演

### テレビ番組
- PRODUCE 48（Mnet、2018年4月11日 - 8月31日）

### ミュージックビデオ
- Golden Child「LET ME」（2018年）

## 関連映像

### PRODUCE 48
| PRODUCE 48 |
| --- |
| - テーマ曲「내꺼야 (PICK ME)」 - 事務所別評価「Ah-Choo & Bad」 - グループバトル評価「Like OOH-AHH -Japanese Ver.-」1班 - ポジション評価「다시 만난 세계 (Into The New World)」 - コンセプト評価「너에게 닿기를 (To Reach You)」 - デビュー評価「好きになっちゃうだろう？」「꿈을 꾸는 동안 / 夢を見ている間」 |